# Sirte Basin
Sirte Basin är ett oljefält i Libyen. Det ligger i den centrala delen av landet, 800 km sydost om huvudstaden Tripoli. Sirte Basin ligger 87 meter över havet.
Terrängen runt Sirte Basin är lite kuperad.  Trakten runt Sirte Basin är nära nog obefolkad, med mindre än två invånare per kvadratkilometer. Det finns inga samhällen i närheten. Trakten runt Sirte Basin är ofruktbar med lite eller ingen växtlighet.